# 王景弘 (台灣)
王景弘（1986年12月23日—），中華民國（台灣）政治人物，嘉義縣人，時代力量黨員，現為時代力量決策委員、時代力量黨員代表。曾是JavaScript.tw 技術社團創辦人、JSDC論壇共同發起人、2010年服替代役後曾在普奇科技、春樹科技、威聯通科技、柯文哲競選團隊網路部、蔡玉玲政委辦公室、集善地國際科技、嘉義縣政府智慧城市暨青年創業辦公室、新北市政府研考會、台灣大車隊、鼎恆數位科技任職。2022年2月，宣布代表時代力量參選新北市議員第四選區，未當選。

## 個人背景

### 家庭生活
父親是基層公務員的王景弘出身於單親家庭，由父親扶養，父親後來再婚。
2014年年底第一任婚姻，育有一子。2017年雙方合意離婚
後來王景弘再婚，另育有二子。

### 生平
2012年發起 JavaScript.tw 前端工程師技術社群
，同時並發起並推動社群活動以及 JSDC 前端工程師 2012/2013 年年會。2010年服替代役後曾在普奇科技、春樹科技、威聯通科技任職，2014年受太陽花學運啟蒙，曾擔任首屆台北市長柯文哲競選團隊工程師。之後曾在蔡玉玲政委辦公室、集善地國際科技、嘉義縣政府智慧城市暨青年創業辦公室、新北市政府研考會任職。2018年任職台灣大車隊，其後轉至鼎恆數位科技。而後於2022年2月23日代表時代力量參選新北市議員第四選區（三重區、蘆洲區），未當選。

## 爭議事件

### 在蔡玉玲辦公室拿61K蹺班演講
在行政院政委蔡玉玲聘為研究員時期，2015年5月爆出不假外出，涉及蹺班。有人爆料王景弘負責的已經是輕鬆工作，但是進度卻落後，還自誇3個月接了35場演講。
王景弘自稱過去年薪百萬。目前他算受雇於104人力派遣，薪資61K年終1個月，已減薪。又稱是從資策會科技法律所借調到行政院，掛名研究員。

## 選舉紀錄
| 年度 | 選舉屆數             | 選舉區           | 所屬政黨 | 得票數 | 得票率 | 當選標記 | 備註 |
| ---- | -------------------- | ---------------- | -------- | ------ | ------ | -------- | ---- |
| 2022 | 第四屆新北市議員選舉 | 新北市第四選舉區 | 時代力量 | 3,654  | 1.37%  |          |      |

## 外部連結
- （繁體中文） Tonyq Wang的Facebook專頁
- （繁體中文） 時代力量新北黨部的Facebook專頁
- （繁體中文） 時代力量的Facebook專頁